# Zarajsk (stacja kolejowa)
Zarajsk (ros. Зарайск) – stacja kolejowa w miejscowości Zarajsk, w rejonie zarajskim, w obwodzie moskiewskim, w Rosji. Stacja krańcowa linii Łuchowicy – Zarajsk.
Obecnie do stacji nie dojeżdżają pociągi pasażerskie. Obsługiwany jest jedynie ruch towarowy.

## Historia
Stacja powstała w XIX w..